# El Carmen (Ñuble)
El Carmen é uma comuna da província de Ñuble, localizada na Região de Biobío, Chile. Possui uma área de 664,3 km² e uma população de 12.845 habitantes (2002).